# 阿梅克尔
阿梅克尔（法語：Amercœur，法語發音：[amɛʁkœʁ]）是比利时列日省列日的街区，位于默兹河右岸，与乌特勒默兹街区隔河相望。